# موغاكولادي نغيلي
موغاكولادي نغيلي (بالإنجليزية: Mogakolodi Ngele)‏ (6 أكتوبر 1990 بوتسوانا - ) هو لاعب كرة قدم بوتسواني، يلعب كمهاجم، شارك في كأس الأمم الأفريقية 2012.

## روابط خارجية
- موغاكولادي نغيلي على موقع قاعدة بيانات كرة القدم.إي يو (الإنجليزية)
- موغاكولادي نغيلي على موقع ناشيونال فوتبول تيمز (الإنجليزية)
- موغاكولادي نغيلي على موقع Soccerway.com (الإنجليزية)
- موغاكولادي نغيلي على موقع عالم كرة القدم.نت (الإنجليزية)